# Alice Coppleman
Alice Coppleman (ur. 19 sierpnia 1993) – australijska judoczka. Startowała w Pucharze Świata w 2010. Srebrna medalistka mistrzostw Oceanii w 2010 i 2011. Mistrzyni Australii w 2010 i 2011 roku.